# 汉娜·达林
汉娜·达林（英語：Hannah Darling，1996年5月30日—），加拿大女子橄榄球运动员。她曾代表加拿大七人制国家队参加2016年夏季奥林匹克运动会七人制橄榄球比赛，获得一枚铜牌。